# シスターチャーリー
シスターチャーリー（Sistercharlie、2014年3月13日 - ）はアイルランド生産、フランスおよびアメリカ合衆国調教の競走馬。
主な勝ち鞍は2018年のブリーダーズカップ・フィリー&メアターフ、ジェニーワイリーステークス、2018年・2019年のダイアナステークス連覇、ビヴァリーD.ステークス連覇、2019年のフラワーボウルステークス。

## 戦績
2014年3月13日アイルランドで誕生。2016年12月にフランス・ドーヴィル競馬場でデビューし、初勝利を挙げる。
2017年はペネロープ賞(G3)で重賞初制覇を飾り、次戦のディアヌ賞(仏オークス)でもセンガ（Senga）の2着に入った。同レース後、アメリカ人馬主のピーター・ブラントによって購入され、アメリカ合衆国のチャド・ブラウン厩舎に転厩する。移籍初戦のベルモントオークス招待ステークスではクビ差の2着となった。しかし、その後肺炎を発症し、一時は現役続行が危ぶまれたが無事回復を果たす。
2018年4月、前年7月以来の復帰戦となったジェニーワイリーステークスでGI初勝利を果たすと、次走のニューヨークステークス(G2)こそ僅差の2着に敗れたが、夏場にダイアナステークス、ビヴァリーD・ステークスの2つのG1を連勝。迎えたブリーダーズカップ・フィリー&メアターフでは欧州G1レース3勝の3歳牝馬ワイルドイリュージョンをマークしながらレースを進め、ゴール前でクビ差差し切って優勝し、4つ目のG1タイトルを獲得した。この活躍により、同年のエクリプス賞最優秀芝牝馬に選出された。
2019年は冬場の熱発など軽度の頓挫が続き、春シーズンは全休。7月のダイアナステークスで復帰し、4番手追走から直線で抜け出して前年に続いて連覇を果たした。続くビヴァリーD・ステークスでも次元の違う末脚を見せ、2着に3馬身差をつける圧勝で連覇を達成し、前年からG1レース5連勝とした。半弟ソットサスが3着に入った第98回凱旋門賞と同日に行われたフラワーボウルステークスも断然人気に応えて完勝し、G1・7勝目を挙げた。しかし、ブリーダーズカップ・フィリー&メアターフでは圧倒的に1番人気に推されながら3着に敗れ、連覇は叶わなかった。
6歳となった2020年も現役を続行。シーズン初戦のG2ボールストンスパステークスで3着に敗れると、続く8月23日のダイアナステークスでもラッシングフォールの3着に終わる。11月7日に行われたブリーダーズカップ・フィリー&メアターフで6着になったのを最後に現役を引退し、繁殖牝馬となった。

### 競走成績
以下の内容は、Racing Postの情報に基づく。
| 出走日     | 競馬場             | 競走名                           | 格 | 距離    | 着順 | 騎手           | 着差     | 1着（2着）馬       |
| ---------- | ------------------ | -------------------------------- | -- | ------- | ---- | -------------- | -------- | ------------------ |
| 2016.12.17 | ドーヴィル         | 未勝利                           |    | 芝9.5f  | 1着  | P.ブドー       | 短頭     | （Tres Belle）     |
| 2017.03.11 | サンクルー         | ローズ・ド・メイ賞               |    | 芝10f   | 4着  | P.ブドー       | 2馬身3/4 | Music Lover        |
| 0000.04.02 | サンクルー         | ダーバン賞                       |    | 芝10.5f | 1着  | M.ギュイヨン   | 3/4馬身  | （Palombe）        |
| 0000.10.22 | サンクルー         | ペネロープ賞                     | G3 | 芝10.5f | 1着  | M.ギュイヨン   | 1馬身    | （Listen In）      |
| 0000.11.24 | シャンティイ       | ディアヌ賞                       | G1 | 芝10.5f | 2着  | P.ブドー       | 1馬身    | Senga              |
| 0000.07.08 | ベルモントパーク   | ベルモントオークス招待ステークス | G1 | 芝10f   | 2着  | J.ヴェラスケス | クビ     | New Money Honey    |
| 2018.04.14 | キーンランド       | ジェニーワイリーステークス       | G1 | 芝8.5f  | 1着  | J.ヴェラスケス | 2馬身1/4 | （Fourstar Crook） |
| 0000.06.08 | ベルモントパーク   | ニューヨークステークス           | G2 | 芝10f   | 2着  | J.ヴェラスケス | アタマ   | Fourstar Crook     |
| 0000.07.21 | サラトガ           | ダイアナステークス               | G1 | 芝9f    | 1着  | J.ヴェラスケス | ハナ     | （Ultra Brat）     |
| 0000.08.11 | アーリントンパーク | ビヴァリーD・ステークス          | G1 | 芝9.5f  | 1着  | J.ヴェラスケス | 1/2馬身  | （Fourstar Crook） |
| 0000.11.03 | チャーチルダウンズ | BCフィリー&メアターフ            | G1 | 芝11f   | 1着  | J.ヴェラスケス | クビ     | （Wild Illusion）  |
| 2019.07.13 | サラトガ           | ダイアナステークス               | G1 | 芝9f    | 1着  | J.ヴェラスケス | 1馬身3/4 | （Rushing Fall）   |
| 0000.08.10 | アーリントンパーク | ビヴァリーD・ステークス          | G1 | 芝9.5f  | 1着  | J.ヴェラスケス | 3馬身    | （Awesometank）    |
| 0000.10.06 | ベルモントパーク   | フラワーボウルステークス         | G1 | 芝10f   | 1着  | J.ヴェラスケス | 3/4馬身  | （Mrs. Sippy）     |
| 0000.11.02 | サンタアニタ       | BCフィリー&メアターフ            | G1 | 芝10f   | 3着  | J.ヴェラスケス | 2馬身1/2 | Iridessa           |

- 競走成績は2019年11月2日現在

## 血統表
| シスターチャーリーの血統      | シスターチャーリーの血統                                                                            | シスターチャーリーの血統                                                                            | （血統表の出典）                                                                                    | （血統表の出典） |
| 父系                          | デインヒル系                                                                                        | デインヒル系                                                                                        | デインヒル系                                                                                        | [ § 2 ]          |
| 父 Myboycharlie 2005 鹿毛     | 父の父Danetime 1994 鹿毛                                                                            | *デインヒル                                                                                         | Danzig                                                                                              | Danzig           |
| 父 Myboycharlie 2005 鹿毛     | 父の父Danetime 1994 鹿毛                                                                            | *デインヒル                                                                                         | Razyana                                                                                             |                  |
| 父 Myboycharlie 2005 鹿毛     | 父の父Danetime 1994 鹿毛                                                                            | Allegheny River                                                                                     | Lear Fan                                                                                            | Lear Fan         |
| 父 Myboycharlie 2005 鹿毛     | 父の父Danetime 1994 鹿毛                                                                            | Allegheny River                                                                                     | Allesheny                                                                                           |                  |
| 父 Myboycharlie 2005 鹿毛     | 父の母Dulceata 1988 鹿毛                                                                            | *ルション                                                                                           | Riverman                                                                                            | Riverman         |
| 父 Myboycharlie 2005 鹿毛     | 父の母Dulceata 1988 鹿毛                                                                            | *ルション                                                                                           | *ベルドリーヌ                                                                                       |                  |
| 父 Myboycharlie 2005 鹿毛     | 父の母Dulceata 1988 鹿毛                                                                            | Snowtop                                                                                             | Thatching                                                                                           | Thatching        |
| 父 Myboycharlie 2005 鹿毛     | 父の母Dulceata 1988 鹿毛                                                                            | Snowtop                                                                                             | Icing                                                                                               |                  |
| 母 Starlet's Sister 2009 栗毛 | 母の父Galileo 1998 鹿毛                                                                             | Sadler's Wells                                                                                      | Northern Dancer                                                                                     | Northern Dancer  |
| 母 Starlet's Sister 2009 栗毛 | 母の父Galileo 1998 鹿毛                                                                             | Sadler's Wells                                                                                      | Fairy Bridge                                                                                        |                  |
| 母 Starlet's Sister 2009 栗毛 | 母の父Galileo 1998 鹿毛                                                                             | Urban Sea                                                                                           | Miswaki                                                                                             | Miswaki          |
| 母 Starlet's Sister 2009 栗毛 | 母の父Galileo 1998 鹿毛                                                                             | Urban Sea                                                                                           | Allegretta                                                                                          |                  |
| 母 Starlet's Sister 2009 栗毛 | 母の母Premiere Creation 1997 栗毛                                                                   | Green Tune                                                                                          | Green Dancer                                                                                        | Green Dancer     |
| 母 Starlet's Sister 2009 栗毛 | 母の母Premiere Creation 1997 栗毛                                                                   | Green Tune                                                                                          | Soundings                                                                                           |                  |
| 母 Starlet's Sister 2009 栗毛 | 母の母Premiere Creation 1997 栗毛                                                                   | Allwaki                                                                                             | Miswaki                                                                                             | Miswaki          |
| 母 Starlet's Sister 2009 栗毛 | 母の母Premiere Creation 1997 栗毛                                                                   | Allwaki                                                                                             | Alloy                                                                                               |                  |
| 母系(F-No.)                   | 16号族(FN:16-h)                                                                                     | 16号族(FN:16-h)                                                                                     | 16号族(FN:16-h)                                                                                     | [ § 3 ]          |
| 5代内の近親交配               | Miswaki4×4＝12.50％、Mr.Prospector5×5×5＝9.38%、Northern Dancer5×4=9.38%、Thatch・Special5×5＝6.25% | Miswaki4×4＝12.50％、Mr.Prospector5×5×5＝9.38%、Northern Dancer5×4=9.38%、Thatch・Special5×5＝6.25% | Miswaki4×4＝12.50％、Mr.Prospector5×5×5＝9.38%、Northern Dancer5×4=9.38%、Thatch・Special5×5＝6.25% | [ § 4 ]          |
| 出典                          | 1. 2. 3. 4.                                                                                         | 1. 2. 3. 4.                                                                                         | 1. 2. 3. 4.                                                                                         | 1. 2. 3. 4.      |

- シユーニ産駒の半弟ソットサス(Sottsass)は2019年のジョッケクルブ賞(仏ダービー)、2020年のガネー賞、凱旋門賞勝ち馬[11]。ソットサスの全弟シンエンペラーは2023年の京都2歳ステークス、2025年のネオムターフカップ勝ち馬。